# Нестійка погода
«Нестійка погода» (італ. Tempo instabile con probabili schiarite) — італійський фільм (2015). Режисер — Марко Понтекорво.

## Сюжет
Ерманно і Джакомо — двоє друзів, які разом керують кооперативом з виробництва диванів. Справи у них погано — на горизонті маячить неминуче банкрутство. Одного вечора, копаючись на задньому дворі, друзі роблять відкриття, яке переверне все їхнє життя — вони знаходять нафту.

## У ролях
| Актор                | Роль      |
| -------------------- | --------- |
| Лука Дзінгаретті     | Джакомо   |
| Лілло Петроло        | Ерманно   |
| Джон Туртурро        | Ломбеллі  |
| Кароліна Кресчентіні | Паола     |
| Лоренца Індовіна     | Єлена     |
| Паола Лавіні         | Маріса    |
| Франко Меколінін     | Чеччо     |
| Андреа Аркангеллі    | Тіто      |
| Романо Реджіані      | Габріель  |
| Джорджо Монтаніні    | Бругнотті |

## Покази в Україні
Фільм демонструється в рамках тижня «Нового італійського кіно», що проходить у червні 2016 у чотирьох містах України — Києві, Львові, Одесі, Харкові.